# Czepów
Czepów (do 2008 Czepów Dolny) – wieś w Polsce położona w województwie łódzkim, w powiecie poddębickim, w gminie Uniejów.
Do 1937 roku wieś była siedzibą gminy Skotniki. W latach 1975–1998 miejscowość administracyjnie należała do województwa konińskiego.

## Zabytki
Według rejestru zabytków NID na listę zabytków wpisany jest:
- park dworski, 1 poł. XIX w., nr rej.: 432/174 z 21.11.1989